# اندیس گرافیت زابلی سراوان
گرافیت زابلی سراوان یک اندیس غیرفلزی است که در  استان سیستان و بلوچستان قرار دارد و مادهٔ معدنی موجود در آن، گرافیت است.سنگ میزبان این اندیس شیل-ماسه سنگ است و دیرینگی آن به دوران پالئوسن می‌رسد.